# Elophos zirbitzensis
Elophos zirbitzensis là một loài bướm đêm trong họ Geometridae.